# لالب
لالُب، روستایی گردشگری از توابع بخش مرکزی شهرستان باغ‌ملک در استان خوزستان ایران است، که در گذشته اقامتگاه خوانین بختیاری منگشت بود بیشتر اهالی این روستا از ایل بهمئی هستند که خود شامل چندین طایفه وتیره میشود طوایف خلیلی ، بناری، نرمیسا، به ترتیب بزرگترین و قدیمی ترین این روستا می باشند ولی در چند دهه اخیر خانواده های زیادی از طایفه های هادی و نعمت الهی  ساکن استان کهگیلویه به این روستا مهاجرت کردند ، هم اینک قلعه باستانی خوانین با نام قلعه اقبال، محل بازدید گردشگران می باشد. از دیگر جاذبه های این روستا می توان به رودخانه منگشت اشاره کرد که به مانند خط استوا این روستا را از روستای ابوالعباس (بلواس) ،که مرکز دهستان منگشت می باشد، جدا می کند. باغات سرسبز انار، قنات های کشاورزی و همچنین آسیاب های آبی (سنتی) به نام های، پلنگ، نهنگ و زرنگ از دیگر جاذبه های گردشگری این روستا می باشند.علاوه بر انار، برنج، پیاز، ماش و مرکبات از محصولات کشاورزی این روستا می باشد.
شایان ذکر است که تنها سایت پرواز پاراگلایدر در شهرستان باغملک، بر فراز کوهِ مُشرف بر روستای لالُب معروفِ به سرپهن قرار دارد که همین امتیاز باعث ورود هفتگی علاقمندان ورزشهای هوایی بخصوص پاراگلایدر و چتر بازی به روستای لالُب شود.
کوه بادرنگان سومین کوهِ بلند شهرستان نیز در این روستا قرار دارد که با طبیعت بِکر و دیدنی خود، پذیرای کوهنوردان و صخره نوردان استان نیز میباشد.

## جمعیت
این روستا در دهستان منگشت قرار دارد و براساس سرشماری مرکز آمار ایران در سال ۱۳۸۵، جمعیت آن ۱٬۱۸۳ نفر (۲۱۷خانوار) بوده‌است. که در سال ۱۳۹۰ این آمار به ۱۴۵۵ نفر (۳۴۱ خانوار) رسید .